# Wilhelm Schmidt-Ruthenbeck
Wilhelm Schmidt-Ruthenbeck (* 11. Mai 1906 in Duisburg; † 16. Dezember 1988 in Mülheim an der Ruhr) war ein deutscher Unternehmer.

## Leben
Sein Vater Karl Schmidt gründete im Jahre 1923 im Duisburger Innenhafen die Karl Schmidt OHG, die Ende der 1960er Jahre als Spar-Zentrale Duisburg über 500 SPAR-Märkte in der Region belieferte. Gemeinsam mit seinem Bruder Ernst Schmidt (1904–?) gründete er den ersten Metro SB Großmarkt in Essen/Vogelheim  am 8. November 1963. Schmidt-Ruthenbeck war mit Vera Ruthenbeck verheiratet und nahm den Familiennamen Schmidt-Ruthenbeck an. Er hatte drei Kinder: Reiner Schmidt-Ruthenbeck (geb. 1941), Michael Schmidt-Ruthenbeck (geb. 1942) und Viola Schmidt-Ruthenbeck.